# フレディ・ロイクス
フレディ・ロイクス (Freddy Loix, 1970年11月10日 - ）は、 ベルギー トンゲレン出身のラリードライバー。

## 経歴

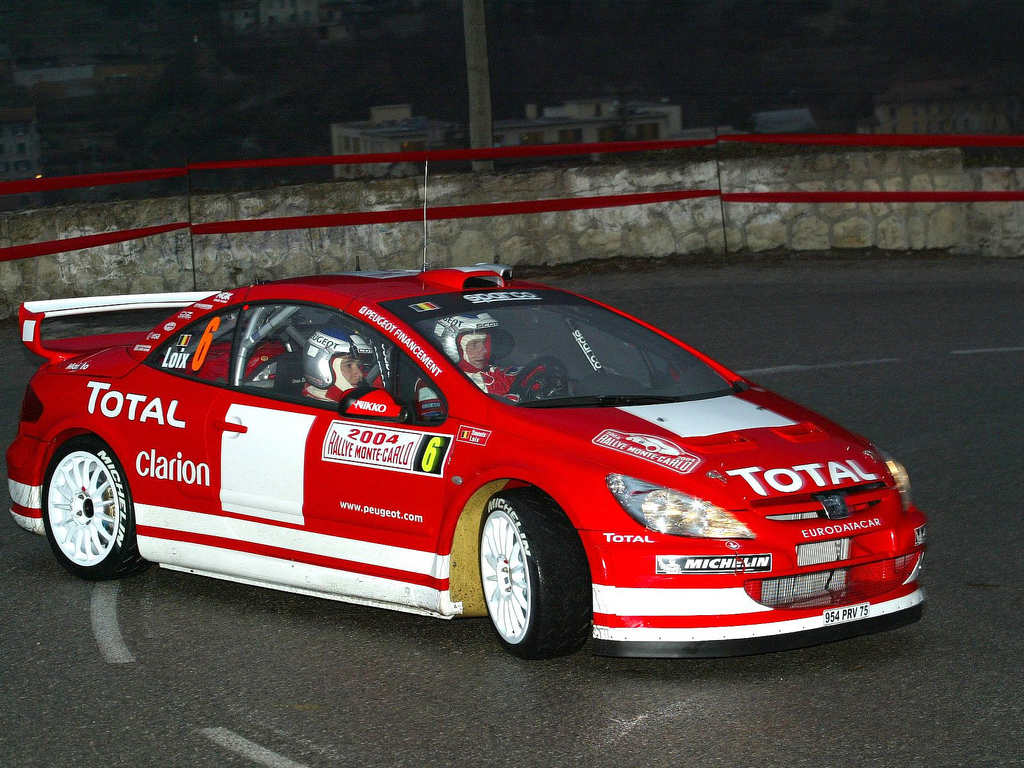
2004年モンテカルロ

15歳の時にカートをはじめたのが、レースに興味を持つきっかけとなった。
1990年に、自ら購入していたランチア・デルタ と三菱・ギャランでグループNに出場した。
1993年に念願のラリーデビューを果たした彼はオペルで世界ラリー選手権 (WRC) に出場し、ベルギーF2チャンピオンにもなった。1995年からは長年の相棒となるコ・ドライバーのスベン・スミーツとコンビを組んだ。
1996年はトヨタ・カストロールチームに移籍し、アクロポリスと得意のターマックであるイタリアとスペインの3戦に出場した。
1997年と1998年は開発中だったトヨタ・カローラWRCに乗車して、イタリア5位、ポルトガル3位、スペイン2位など好成績を収めた。
1999年はトヨタを離れ、三菱に移籍。念願のフル参戦だったが、サファリラリーでのアクシデントが原因でポルトガルを欠場してしまうことになった。三菱時代はチームメイトだったトミ・マキネンをサポートする立場にあっても、彼の陰に隠れがちな上に他のワークスチームを相手に苦戦を強いられるようになり、2001年のシーズン終了後に三菱を抜けた。
2002年はヒュンダイに移籍し、ユハ・カンクネンとアルミン・シュヴァルツがチームメイトになる。WRカーながらも不調が続きリタイアが多かった。唯一の好成績だったのが、ニュージーランドでカンクネンに次ぐ6位につけた事だった。
2003年もヒュンダイから参戦したが、シーズンで途中で撤退しシートを失った事とリチャード・バーンズが最終戦を病気欠場したのを機に代役となる形でプジョーに移籍した。2004年は正式にプジョーのワールドラリーチームの一員となった。5戦のみの出場だったが、かつて在籍していたトヨタと三菱の頃の速さを見せつけ年間ランキング10位で終えた。しかし、スペイン戦後にWRCから引退することとなった。

### WRC引退後
その後は、インターコンチネンタル・ラリー・チャレンジ (IRC) やヨーロッパ・ラリー選手権 (ERC) といった地域選手権にプジョー・207 S2000に出場していた。
ダカール・ラリーにも2006年（ボウラー・ワイルドキャット）、2007年（ホンダ・バギー）と参戦した。2009年もオランダのチームのボウラー・ネメシスで参戦すると発表があったが、公式のエントリーリストには名前はなかった。
2016年に引退を表明した。
2022年にサポート選手権であるWRC2にシュコダ・ファビア Rally2evoから参戦。開幕戦モンテカルロで10位に入賞した。

## 人物
長きに渡ってコ・ドライバーを務めたスベン・スミーツはかつてWRCに参戦していたフォルクスワーゲンのディクレターに就任してマニュファクチャラータイトル4連覇に貢献し、その後はウィリアムズF1のスポーティングディレクターとして在職している。

## 参照
1. ↑  Former WRC-driver Loix joins Team Dakarsport.com
2. ↑  2009 Dakar entry list
3. ↑  トヨタや三菱で活躍した元WRCドライバーのフレディ・ロイクスが引退を表明
4. ↑  “ウイリアムズ、スポーティングディレクターにスベン・スミーツを起用。元VWの上級スタッフは3人目に” (2021年12月3日). 2024年9月7日閲覧。